# 레몽 슈바르츠
레몽 슈바르츠(프랑스어: Raymond Schwartz, 에스페란토: Rajmondo Ŝvarco 라이몬도 슈바르초, 1894년 4월 8일~1973년 5월 14일)는 프랑스의 작가이다. 에스페란토로 쓴 풍자시로 유명하다.

## 작품
슈바르츠의 작품들은 대개 풍자 및 유머로 가득하다. 예를 들어, 《특별한 양념으로》(에스페란토: Kun siaspeca spico!)에 등장하는 첫 번째 시 〈50명의 여인들〉(에스페란토: Duoncento da fraŭlinoj)은 50개의 리머릭으로 구성되며, 각 연(聯)이 하나의 여인을 풍자하고 있다. 제1연은 다음과 같다.
| Jen estis fraŭlin’ en Parizo; ŝi dormis sen noktoĉemizo, kompense ŝi havis — kaj tio min ravis — piĝamon … en mia valizo. | 파리에 한 여인이 있었다네 잘 때 잠옷치마를 입지 않았지 대신 잠옷바지를 입었는데 (내게는 운좋게도) 하루는 잠옷바지가 내 가방에 들어있었다네 |
또다른 예로는 《이상한 상점》(에스페란토: Stranga butiko)에 등장하는 다음 시를 들 수 있다. 이는 당시 문학의 낭만주의를 풍자하고 있다.
| Liriko kaj Praktiko                                                                        | 서정과 실용                                                                                           |
| (Liriko laŭ la germana poeto Heinrich Heine)                                               | (독일 시인 하인리히 하이네의 서정시)                                                                  |
| “El miaj larmoj kreskas Violoj kaj lekantoj Kaj tra sopiroj miaj Tremetas birdokantoj ...” | “나의 눈물로부터는 제비꽃과 데이지가 자라나고 나의 그리움을 느껴 새들도 떨며 지저귀네 ...”            |
| (Praktika respondo de la holanda komercisto Van Dal)                                       | (네덜란드 상인 판달의 실용적인 답변)                                                                  |
| “Nu bone, ― viajn florojn Disvendu kun profito Kaj viajn birdojn manĝu Kun bona apetito!”  | “음, 좋습니다. 귀하의 꽃들은 팔아서 이윤을 남기면 되고, 귀하의 새들은 구워서 맛있게 먹으면 되겠군요.” |

## 작품 목록
- 《초록색 고양이 성경》(에스페란토: Verdkata Testamento, 시집, 1926년)
- 《미소짓는 산문》(에스페란토: Prozo ridetanta, 단편소설집, 1928년)
- 《아니와 몽마르트》(에스페란토: Anni kaj Montmartre, 소설, 1930년)
- 《이상한 상점》(에스페란토: La Stranga Butiko, 시집, 1931년)
- 《즐거운 지휘대》(에스페란토: La ĝoja podio, 1949년)
- 《강물처럼》(에스페란토: Kiel akvo de l’ rivero, 소설, 1963년)
- 《마이어와 달리!》(에스페란토: Ne kiel Meier!, 1964년)
- 《특별한 양념으로》(에스페란토: Kun siaspeca spico!, 1971년)
- 《자발적으로 단편소설로》(에스페란토: Vole ... Novele, 단편소설집, 1971년)